# Dragons de San Antonio
Les Dragons de San Antonio  sont une franchise professionnelle de hockey sur glace ayant évolué dans la Ligue internationale de hockey.

## Historique
L'équipe a été créée en 1996 à San Antonio au Texas à la suite de la relocalisation des Rivermen de Peoria et évolue dans la LIH durant deux saisons avant de cesser leurs activités en 1998 en raison de problèmes financiers.

## Saisons en LIH
| Saison    | PJ | V  | D  | DP | BP  | BC  | Pts | Classement                    | Séries éliminatoires                       | Entraîneur    |
| --------- | -- | -- | -- | -- | --- | --- | --- | ----------------------------- | ------------------------------------------ | ------------- |
| 1996-1997 | 82 | 45 | 30 | 7  | 276 | 278 | 97  | 1re place, division Mid-ouest | 3-1 Wolves de Chicago 1-4 Aeros de Houston | Jeff Brubaker |
| 1997-1998 | 82 | 25 | 49 | 8  | 233 | 334 | 58  | 5e place, division Ouest      | Non qualifiés                              | Jeff Brubaker |